# Lista de filmes com temática LGBT de 1975
Esta é uma lista de filmes que contém personagens e/ou temática lésbica, gay, bissexual, ou transgênera lançados em 1975.
| Título                                                           | Diretor                                       | País                     | Gênero                                      | Elenco | Anotações |
| ---------------------------------------------------------------- | --------------------------------------------- | ------------------------ | ------------------------------------------- | --- | --- |
| Abduction                                                        | Joseph Zito                                   | EUA                      | Crime                                       | Judith-Marie Bergan, David Pendleton, Gregory Rozakis, Leif Erickson, Dorothy Malone                         | A filha de uma família rica é raptada por terroristas Similar ao rapto de Patty Hearst                                                                                                 |
| Abigail Leslie Is Back in Town                                   | Joseph W. Sarno                               | EUA                      | Erótico                                     | Mary Mendum, Jennifer Jordan, Eric Edwards, Chris Jordan, Jennifer Welles                                    | |
| Anna und Edith                                                   | Gerrit Neuhaus                                | Alemanha Ocidental       | Drama                                       | Barbara Stanek, Karin Siefart, Henning Gissel, Randolf Kronberg, Eva Manhardt, Ingrid Hoffmann               | Duas mulheres querem melhorar a condição feminina no local de trabalho e acabam se apaixonando                                                                                         |
| Le banquet                                                       | Dimitris Kollatos                             | França, Grécia           | Romance                                     | Dimitris Kollatos, Arlette Baumann, Sylviane Marczak                                                         | O diretor gay questiona a homossexualidade no mundo contemporâneo usando a filosofia grega                                                                                             |
| Die Betörung der blauen Matrosen                                 | Tabea Blumenschein, Ulrike Ottinger           | Alemanha Ocidental       | Experimental                                | Tabea Blumenschein, Valeska Gert, Frank Ripploh, Rosa von Praunheim, Wally Busch, Jean Matelot               | Também conhecido como The Enchantment of the Blue Sailors |
| Bint Ismaha Maĥmood                                              | Neyazi Mustafa                                | Egito                    | Comédia                                     | Samir Sabri, Soheir Ramzy, Mohamed Reda, Samir Ghanem                                                        | [ 6 ] |
| Both Ways                                                        | Jerry Douglas                                 | EUA                      | Drama, Erótico                              | Gerald Grant, Andrea True, Dean Tait, Katherine Miles, Jake Everett                                          | Um homem casado tenta equilibrar sua vida familiar com seu relacionamento com o amante                                                                                                 |
| Cada Um Dá o Que Tem                                             | Adriano Stuart, John Herbert, Silvio de Abreu | Brasil                   | Comédia, Erótico                            | Alcione Mazzeo, Célia Coutinho, Jofre Soares, Nuno Leal Maia, Eva Wilma, Abrahão Farc                        | |
| Cage Without a Key                                               | Buzz Kulik                                    | EUA                      | Drama                                       | Susan Dey, Jonelle Allen, Sam Bottoms, Anne Bloom, Karen Carlson, Edith Diaz                                 | Uma jovem é presa após ser forçada a participar de um assalto |
| Cleopatra Jones and the Casino of Gold                           | Charles Bail                                  | EUA, Hong Kong           | Ação                                        | Tamara Dobson, Stella Stevens, Norman Fell, Tanny Tien-Ni, Albert Popwell, Caro Kenyatta                     | trad. Cleópatra Jones e o Cassino de Ouro Depois do desaparecimento de dois agentes, Cleopatra Jones viaja para Hong Kong e descobre o envolvimento de uma traficante lésbica no crime |
| A Comedy in Six Unnatural Acts                                   | Jan Oxenberg                                  | EUA                      | Curta, Comédia                              | | Contém seis segmentos, cada um criticando estereótipos (entre homo e heterossexuais) sobre lésbicas                                                                                    |
| The Continuing Story of Carel and Ferd                           | Arthur Ginsberg                               | EUA                      | Documentário                                | Carel Rowe, Ferd Eggan                                                                                       | Segue o casamnto entre uma ex-atriz pornô e um viciado bissexual |
| El cumpleaños del perro                                          | Jaime Humberto Hermosillo                     | México                   | Crime, Mistério, Drama                      | Jorge Martínez de Hoyos, Diana Bracho, Lina Montes, Héctor Bonilla                                           | [ 12 ] |
| Um Dia de Cão                                                    | Sidney Lumet                                  | EUA                      | Drama, Policial                             | Al Pacino, John Cazale, Charles Durning, James Broderick, Lance Henriksen, Chris Sarandon                    | Inspirado na história de John Wojtowicz, que assaltou o banco para financiar a cirurgia de mudança de sexo de sua esposa, Elizabeth Eden                                               |
| Drifter                                                          | Pat Rocco                                     | EUA                      | Erótico                                     | Joe Adair, David Russell, Joe Caruso, Dean Shah-Kee, Bambi Allen, Inga Maria                                 | Segue um prostituto bissexual |
| Emilienne                                                        | Guy Casaril                                   | França                   | Drama                                       | Betty Mars, Nathalie Guérin, Pierre Oudrey, Lucienne Legrand                                                 | Baseado no romance homônimo Claude Des Olbes |
| Faustrecht der Freiheit                                          | Rainer Werner Fassbinder                      | Alemanha Ocidental       | Drama                                       | Rainer Werner Fassbinder, Peter Chatel, Karlheinz Böhm, Harry Baer, Adrian Hoven, Ulla Jacobsson             | trad. O Direito do Mais Forte Segue um homem gay que ganha na loteria e se apaixona por um herdeiro                                                                                    |
| Focii                                                            | Jeanette Iljon                                | Reino Unido              | Curta, Experimental                         | Lola Johnson, Maggi Tanguey                                                                                  | [ 17 ] |
| Good Hot Stuff                                                   | Tom DeSimone, Jack Deveau                     | EUA                      | Documentário, Erótico                       | Jack Deveau, Peter de Rome, Robert Alvarez, Sydney Soons, Mark Woodward, Brian Destazio                      | Sobre o Hand In Hand Films, um estúdio pornô gay |
| Homosexuality – A Film for Discussion                            | Barbara Creed                                 | Austrália                | Documentário                                | | Examina e destrói mitos sobre a homossexualidade, entrevistando homens e mulheres da comunidade LGBT e seus pais                                                                       |
| L'Important, c'est aimer                                         | Andrzej Zulawski                              | França                   | Romance                                     | Romy Schneider, Fabio Testi, Jacques Dutronc, Claude Dauphin, Roger Blin                                     | trad. O Importante É Amar |
| In Celebration                                                   | Lindsay Anderson                              | Reino Unido              | Drama                                       | Alan Bates, Bill Owen, Brian Cox, James Bolam, Constance Chapman                                             | trad. Em Celebração. |
| Les Intrigues de Sylvia Couski                                   | Adolfo Arrieta                                | França                   | Drama                                       | Marie-France, Michele Moretti, Howard Vernon, Xavier Grandes, Gaetane Gael, Helene Hazera, Michel Cressolle  | Estrela a famosa mulher trans francesa membro fundador da FHAR (Fronte Homossexual para Ação Revolucionária)                                                                           |
| Jacques Brel Is Alive and Well and Living in Paris               | Denis Héroux                                  | Canadá, França           | Comédia, Musical                            | Elly Stone, Mort Shuman, Joe Masiell, Jacques Brel, Annick Berger, Moni Yakim                                | trad. Jacques Brel está Vivo e Bem e Morando em Paris. |
| Jitsuroku Onna Kanbetsusho: Sei-Jigoku (実録おんな鑑別所 性地獄) | Kôyû Ohara                                    | Japão                    | Drama                                       | Hitomi Kozue, Meika Seri, Maya Hiromi, Rie Ozawa, Tatsuya Hamaguchi                                          | Um grupo de jovens delinquentes vão parar em um centro de detenção juvenil |
| Juego de amor prohibido                                          | Eloy de la Iglesia                            | Espanha                  | Drama, Crime, Comédia                       | Javier Escrima, Simón Andreu, Inma de Santis, John Moulder-Brown                                             | Um professor rapta um casal de alunos |
| Keetje Tippel                                                    | Paul Verhoeven                                | Países Baixos            | Drama, Romance                              | Monique van de Ven, Rutger Hauer, Andrea Domburg, Hannah de Leeuwe, Jan Blaaser, Eddie Brugman               | Uma jovem se muda para Amsterdã em 1881 e passa a se prostituir para sobreviver |
| Köçek                                                            | Nejat Saydam                                  | Turquia                  | Drama, Romance                              | Müjde Ar, Mahmut Hekimoğlu, Nisa Serezli, İlhan Daner, Nevin Güler, Senar Seven                              | Um menino andrógeno é raptado por uma gangue e forçado a se vestir como uma mulher e dançar                                                                                            |
| Kung Fu Contra As Bonecas                                        | Adriano Stuart                                | Brasil                   | Comédia                                     | Antônio Livino Filho, Dionísio Azevedo, Maurício do Valle, Nadir Fernandes, Luely Figueiró, Edgard Franco    | |
| La' os være                                                      | Ernst Johansen, Lasse Nielsen                 | Dinamarca                | Drama                                       | Ivan Baumann, Anja Bærentzen, Søren Christiansen, Helle Droob, Martin Højmark, Ole Meyer                     | Um grupo de jovens vão parar em uma ilha deserta sem nenhuma supervisão adulta |
| La Raulito                                                       | Lautaro Murúa                                 | Argentina                | Drama                                       | Maria Vaner, Adriana Aizemberg, Martin Andrade, Cristina Banegas, Roberto Carnaghi                           | Uma garota se disfarça de garoto nas ruas de Buenos Aires |
| Laura’s Toys                                                     | Joseph W. Sarno                               | EUA, Suécia              | Erótico                                     | Mary Mendum, Cathja Graff, Eric Edwards, Anita Ericsson, Anita Redling, Anna Haarla                          | [ 30 ] |
| Mahogany                                                         | Berry Gordy                                   | EUA                      | Drama, Romance                              | Diana Ross, Billy Dee Williams, Jean-Pierre Aumont, Anthony Perkins                                          | |
| The Maids                                                        | Christopher Miles                             | Reino Unido              | Drama                                       | Glenda Jackson, Susannah York, Vivien Merchant                                                               | Baseado na peça homônima de Jean Genet, que por sua vez é baseada no caso das irmãs Paupin                                                                                             |
| Mary, Mary, Bloody Mary                                          | Juan López Moctezuma                          | México, EUA              | Terror                                      | Cristina Ferrare, David Young, John Carradine, Helena Rojo                                                   | Uma artista americana descobre que é uma vampira e começa a se alimentar de um vilarejo mexicano                                                                                       |
| Meli To Kormi Tis                                                | Ilias Mylonakos                               | Grécia                   | Drama, Erótico                              | Tina Spati, Magda Macri, Antonis Liotsis, Giorgos Kosmidis                                                   | Depois da morte do pai rico, uma jovm descobre que perdeu sua fortuna e se apaixona pela secretária do falecido                                                                        |
| Mi novia el travesti                                             | Enrique Cahen Salaberry                       | Argentina                | Comédia                                     | Alberto Olmedo, Susana Giménez, Marcos Zucker, Tincho Zabala, Cacho Espíndola, María Rosa Fugazot            | Baseado no filme alemão Victor und Victoria de 1933 |
| The Naked Civil Servant                                          | Jack Gold                                     | EUA                      | Biográfico, Drama                           | John Hurt, Quentin Crisp, John Rhys-Davies, Colin Higgins, Liz Gebhardt, Patricia Hodge                      | Baseado na autobiografia homônima de Quentin Crisp |
| Once Is Not Enough                                               | Guy Green                                     | EUA                      | Drama                                       | Kirk Douglas, Alexis Smith, David Janssen, George Hamilton, Melina Mercouri, Gary Conway                     | |
| Otobüs                                                           | Tunç Okan                                     | Turquia                  | Comédia                                     | Tunç Okan, Tuncel Kurtiz, Bjorn Gedda, Oguz Arlas, Aras Oren, Nuri Sezer                                     | Um grupo de imigrantes ilegais são levados à Estocolmo em um ônibus por um homem que acaba levando todo seu dinheiro e passaportes                                                     |
| Picnic at Hanging Rock                                           | Peter Weir                                    | Austrália                | Suspense                                    | Rachel Roberts, Vivean Gray, Anne-Louise Lambert, Karen Robson, Jacki Weaver                                 | |
| Profondo Rosso                                                   | Dario Argento                                 | Itália                   | Terror, Suspense                            | Macha Meril, David Hemmings, Daria Nicolodi, Gabriele Lavia, Giuliana Calandra, Glauco Mauri                 | [ 35 ] |
| Quando as Mulheres Querem Provas                                 | Cláudio MacDowell                             | Brasil                   | Comédia                                     | Carlo Mossy,Rossana Ghessa, Henriqueta Brieba, Rodolfo Arena, Iara Stein, Shulamith Yaari                    | |
| The Rocky Horror Picture Show                                    | Jim Sharman                                   | EUA                      | Comédia, Musical, Horror, Ficção Científica | Tim Curry, Susan Sarandon, Barry Bostwick, Richard O'Brien, Patricia Quinn, Nell Campbell                    | |
| Salò ou os 120 Dias de Sodoma                                    | Pier Paolo Pasolini                           | Itália, França           | Drama, Terror                               | Paolo Bonacelli, Giorgio Cataldi, Umberto Paolo Quintavalle, Aldo Valletti, Caterina Boratto, Elsa De Giorgi | Vagamente baseado no livro 120 Dias de Sodoma, do Marquês de Sade. |
| Satan's Children                                                 | Joe Wiezycki                                  | EUA                      | Terror                                      | Stephen White, Eldon Mecham, Joyce Molloy, Kathleen Marie Archer                                             | Um adolescente fugitivo é resgatado por um culto satânico |
| Saturday Night at the Baths                                      | David Buckley                                 | EUA                      | Comédia, Drama                              | Robert Aberdeen, Ellen Sheppard, Don Scotti, Steve Ostrow, Phillip Owens, Jane Olivor                        | Um músico arranja emprego no Continental Baths, em Nova Iorque |
| Sérieux comme le plaisir                                         | Robert Benayoun                               | França                   | Comédia Romântica                           | Jane Birkin, Richard Leduc, Raymond Bussières, Georges Mansart, Paul Demange, Hubert Deschamps               | Dois homens e uma mulher tem um relacionamento poliamoroso |
| Sextool                                                          | Fred Halsted                                  | EUA                      | Erótico                                     | Charmaine Lee Anderson, Fred Halsted, Gus Harvey, Clark Kent                                                 | [ 39 ] |
| Street Girls                                                     | Michael Miller                                | EUA                      | Drama                                       | Carol Case, Paul Pompian, Art Burke, Christine Souder, Jimmy Smith, Michael                                  | Um homem de meia idade procura por sua filha que virou prostituta |
| Thundercrack!                                                    | Curt McDowell                                 | EUA                      | Erótico                                     | Marion Eaton, Melinda McDowell, George Kuchar, Mookie Blodgett, Ken Scudder                                  | Uma paródia de filmes de horror |
| Till Eulenspiegel                                                | Rainer Simon                                  | Alemanha Oriental        | Comédia                                     | Winfried Glatzeder, Cox Habbema, Franciszek Pieczka, Eberhard Esche, Jurgen Gosch                            | [ 42 ] |
| Violer Er Blå                                                    | Peter Refn                                    | Dinamarca                | Drama                                       | Lisbet Lundquist, Annika Hoydal, Lisbet Dahl, Baard Owe, Holger Juul Hansen                                  | Uma jornalista tem um relacionamento aberto e se envolve com homens e mulheres |
| Il Vizio Ha Le Calze Nere                                        | Tano Cimarosa                                 | Itália                   | Terror                                      | John Richardson, Dagmar Lassander, Ninetto Davoli, Magda Konopka, Giacomo Rossi-Stuart                       | [ 44 ] |
| Zaklęte rewiry                                                   | Janusz Majewski                               | República Checa, Polônia | Drama                                       | Marek Kondrat, Roman Wilhelmi, Roman Skamene, Stanisława Celińska, Čestmír Řanda, Michał Pawlicki            | Um adolescente começa a trabalhar em um famoso restaurante nos anos 30 e descobre que tem que sacrificar sua dignidade para ser promovido                                              |